# 京都府立山城総合運動公園
京都府立山城総合運動公園（きょうとふりつ やましろそうごううんどうこうえん）は、京都府宇治市に位置する都市公園（広域公園）である。指定管理者制度に基づき、京都パークリソース創生パートナーズ(公財京都府公園公社・(株)ザイマックス関西・美津濃(株)・(株)クロスプロジェクトグループ）が管理・運営している。愛称は「太陽が丘」である。公園の総面積は約108ヘクタール（1,082,000平方メートル）。運動施設が充実しており、年間100万人の利用者 が訪れ、様々な大会などが行われている。ロックバンド10-FEETが主催する音楽フェスイベント『京都大作戦』が開催される会場としても有名である。キャンプ場やジップラインなどのアウトドアコンテンツも整備された。

## 略歴
- 1978年 - 京都府による公園基本計画が決定[4]。
- 1980年5月 - 工事が起工[4]。
- 1982年3月 - 陸上競技場、第2競技場、第1野球場、公園センターなどの施設が完成し、開園[4]。
  - この間に、野球場、テニスコート、ファミリープール、競泳・飛び込みプール、体育館など運動施設が完成[4]。
- 1988年 - 「第43回国民体育大会」が京都府で開催されるため急ピッチで工事が進んだ[4]。
- 1991年 - 京都府立山城総合運動公園の隣接地で全国植樹祭が開催[4]。
- 1992年 - 植樹祭の会場跡地が「府民ふれあいの森」として整備。京都府立山城総合運動公園に編入[4]。
- 2011年11月から2012年6月まで陸上競技場が全面改修[5]。これは日本陸上競技連盟第二種公認更新のための処置で、陸上用トラックや芝生の張替えを行った。
- 2013年 - 7月から1ヶ月間、体育館・メインアリーナの床が沈下したことにより、体育館の使用を中止[6]。

## 施設

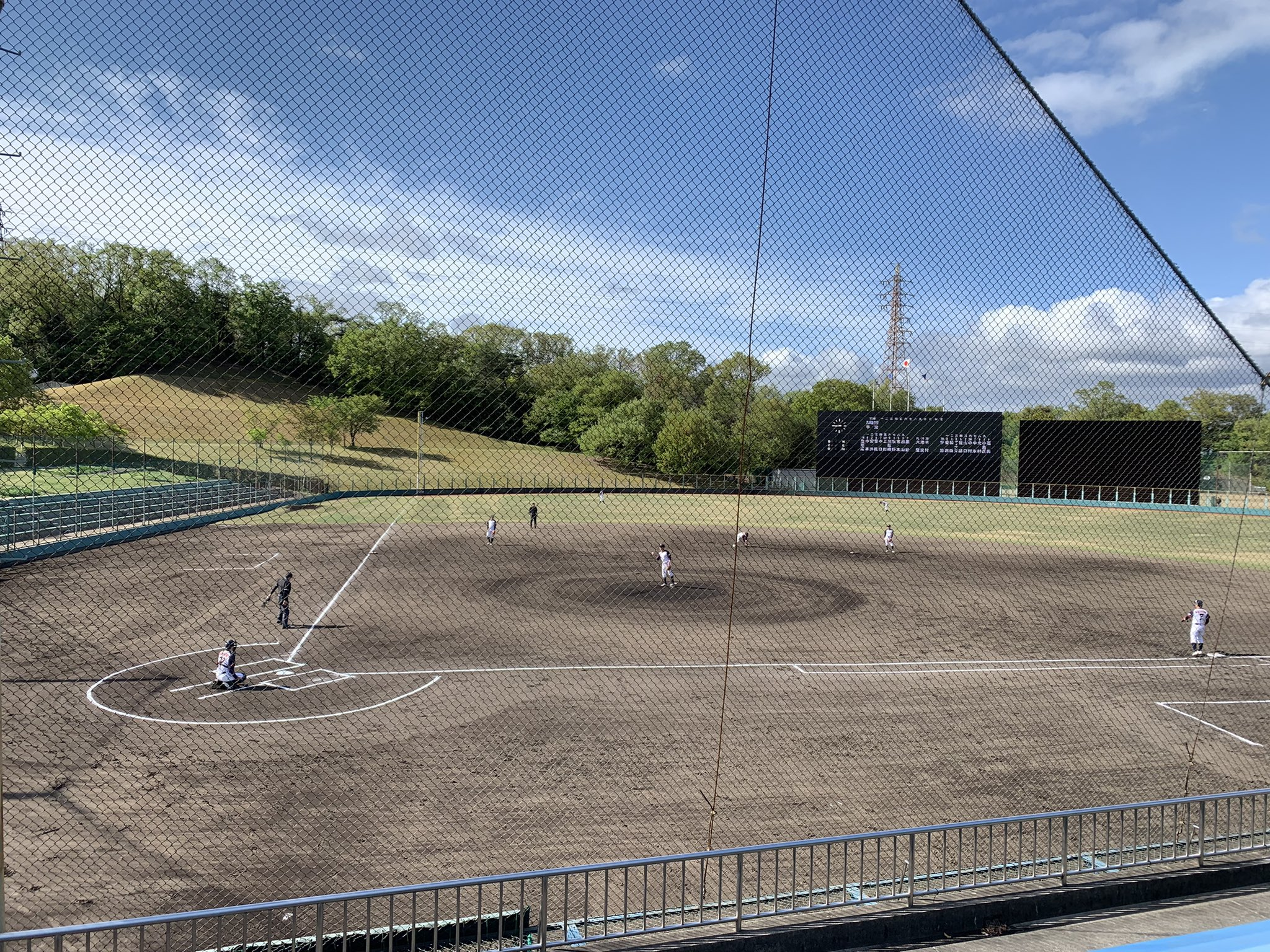
太陽が丘球場

太陽が丘野球場
硬式野球に対応した第1球場をはじめ、5面のグラウンドがある。
- 第1球場　両翼91m、中堅122m　8000人収容　スコアボードあり
  - 全国高等学校野球選手権京都大会の使用球場のひとつ。
- 第2球場　両翼70m、中堅76m
- 第3球場・第4球場　両翼72m、中堅73m
- 第5球場　両翼・中堅とも60m
  - 第2-5球場は軟式野球、ソフトボールの専用グラウンドである。

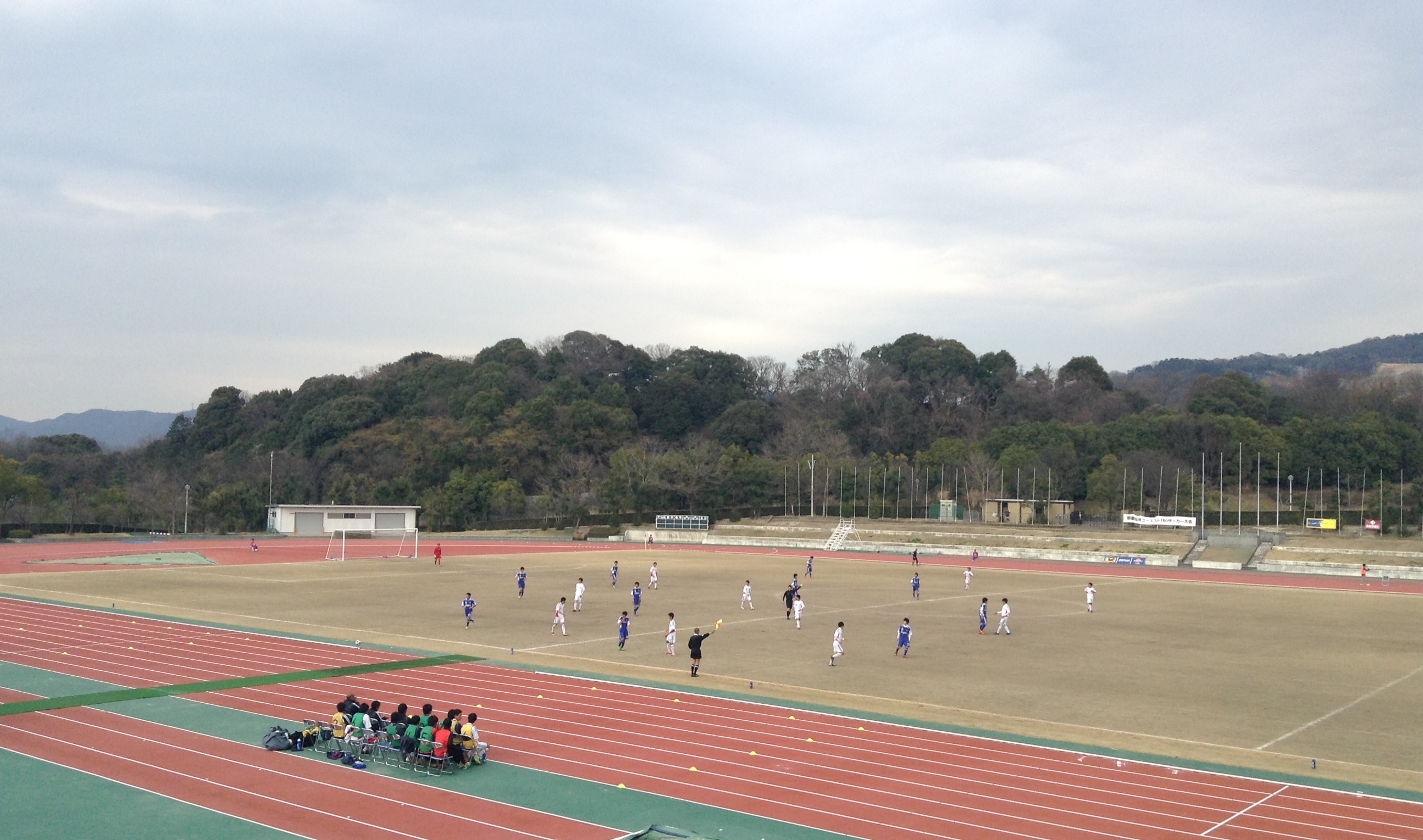
太陽が丘陸上競技場
陸上競技場兼球技場。2015年まではサッカー・日本フットボールリーグ（JFL）のSP京都FCの公式戦も開催されていた。
- 日本陸上競技連盟第2種公認
- トラック：400m×8レーン
- 天然芝グラウンド
- 収容人員　メインスタンド：1,800人、芝生スタンド：5,200人 計7,000人

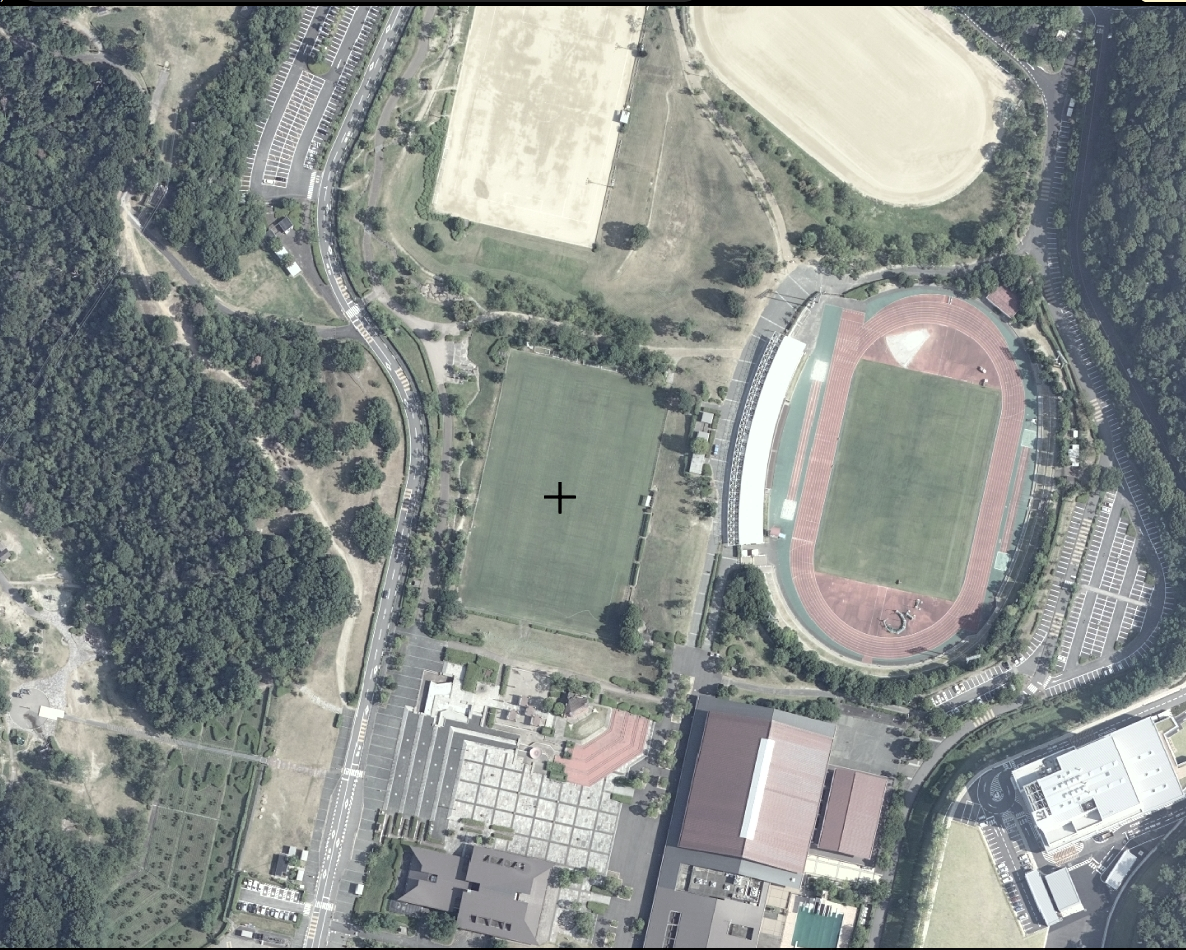
写真中央が太陽が丘球技場B

太陽が丘球技場
ラグビー、サッカー、アメリカンフットボールなどの球技場として、球技場Aおよび球技場Bがあり、いずれも面積は10,496平方メートル（128メートル×82メートル）である。
太陽が丘体育館
- メインアリーナ：42m×62m
- サブアリーナ：21m×34m

その他の施設
- 第2競技場（日本陸上競技連盟第4L種公認）
  - トラック：400m×4レーン（クレー舗装）
  - 直送路：133m×2レーン（全天候舗装） 133m×4レーン（クレー舗装）
- 京都アイスアリーナ（2019年12月開業[7]）
- テニスコート
- プール
- 自然ゾーン（遊びの森他）
- 駐車場
- TOMOSHIBICAMP（キャンプ場/BBQ）
- 水上アスレチック
- 京都ジップラインアドベンチャー
- ボウケンノモリ太陽が丘（ツリートップアドベンチャー）
- 山城アウトドアリビング（カフェ）

## アクセス
- 京阪宇治線宇治駅、JR奈良線宇治駅 から京都京阪バス44系統「太陽が丘」行きで終点下車[3]。1～2時間間隔で運行。
  - 宇治田原町方面の路線（180・182・184各系統）も利用可能。太陽が丘ゲート前停留所下車後、公園センターまで徒歩10分となる。1時間間隔で運行。
- 近鉄京都線大久保駅 から京都京阪バス220系統「太陽が丘」行きで終点下車[3]。正午付近を除き、概ね40分間隔での運行。平日運休。
- 上記3駅を結んでいる240・240A・250・250A各系統に乗車し、太陽が丘西ゲート前停留所下車でもアクセス可能。公園センターまで徒歩10分となる。平日20分間隔、土休40分間隔で運行。

## ギャラリー

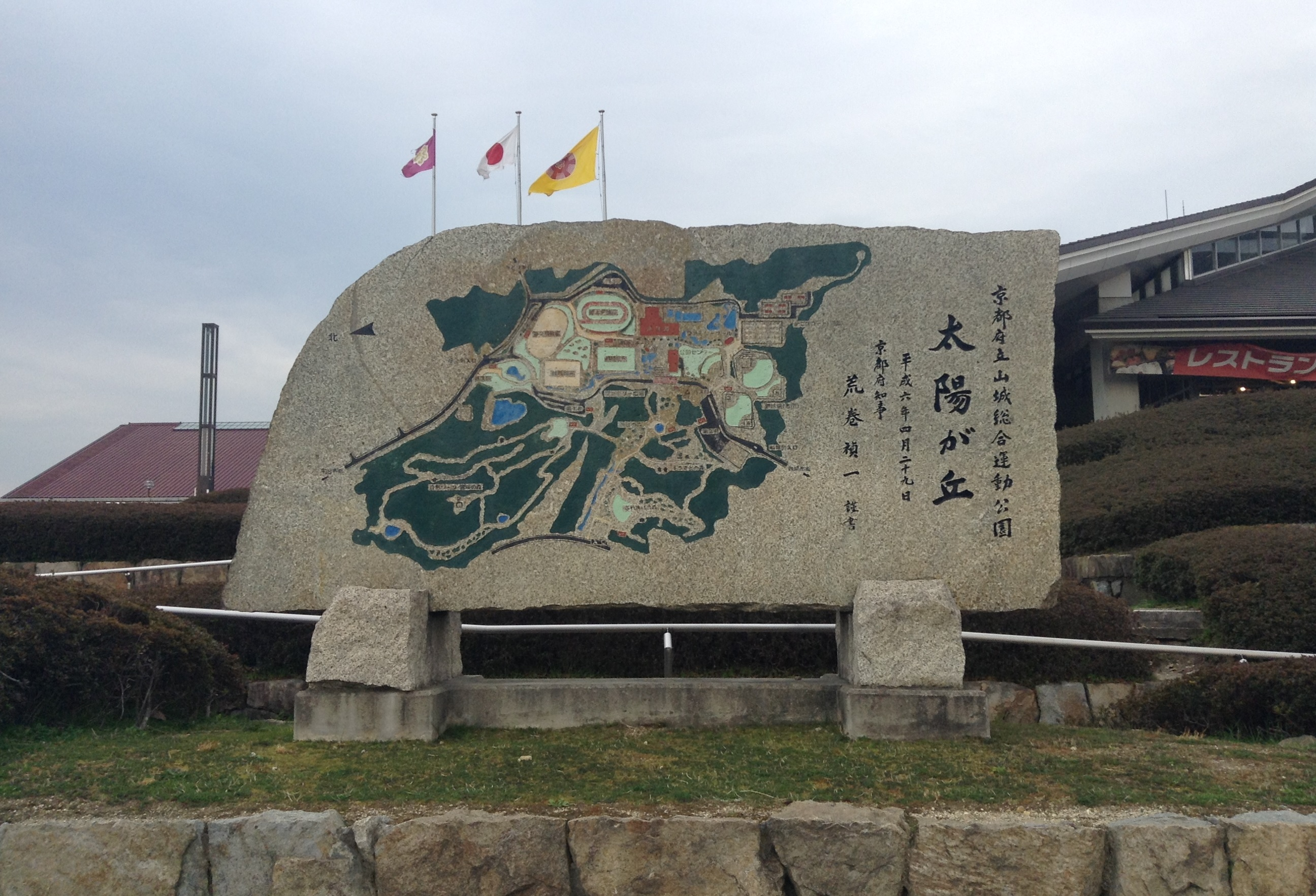
公園内に設置されている案内図
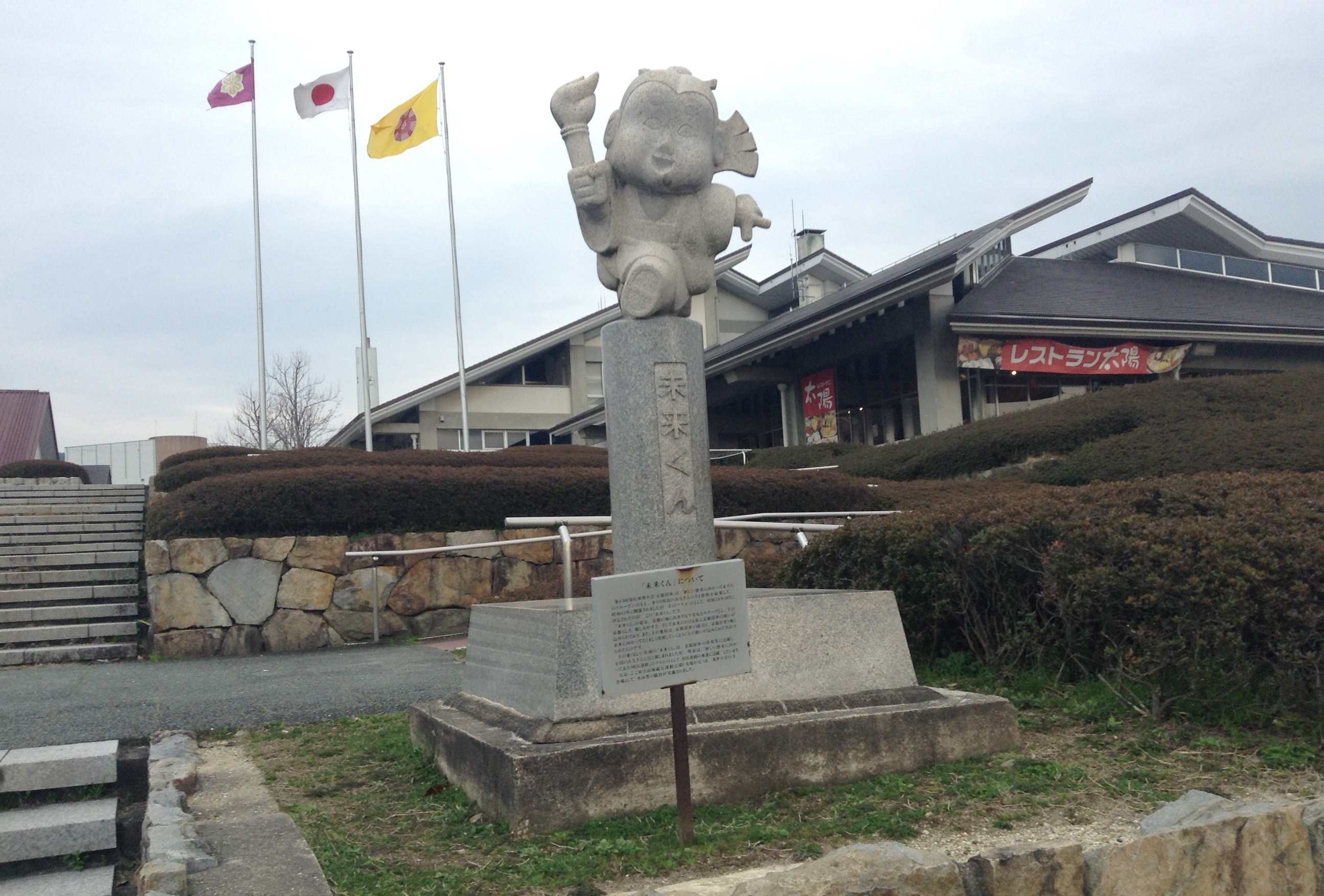
公園内に設置されている第43回国民体育大会（京都国体）のマスコットの石像